# 치타공 구릉지대 분쟁
치타공 구릉지대 분쟁(Chittagong Hill Tracts Conflict)은 방글라데시 정부군과 샨티 바히니 사이에 치타공 구릉지대의 원주민의 권리와 자치권 문제에 대한 정치적 분쟁이며, 무장 투쟁이다. 샨티 바히니는 1997년 정부군에 대항하여 반란을 일으켰고, 그 충돌은 1997년 정부와 반군이 치타공 구릉지대 평화 합의를 체결할 때까지 20년간 지속되었다.

## 같이 보기
- 북아일랜드 분쟁
- 방데 전쟁
- 의화단 운동
- 법난
- 기독교 박해